# Kołczyn (przystanek kolejowy)
Kołczyn – zamknięty przystanek osobowy a dawniej stacja kolejowa w Kołczynie, na linii kolejowej nr 414 Gorzów Wielkopolski Zieleniec – Chyrzyno, w województwie lubuskim, w Polsce.